# Aaron Lufkin Dennison

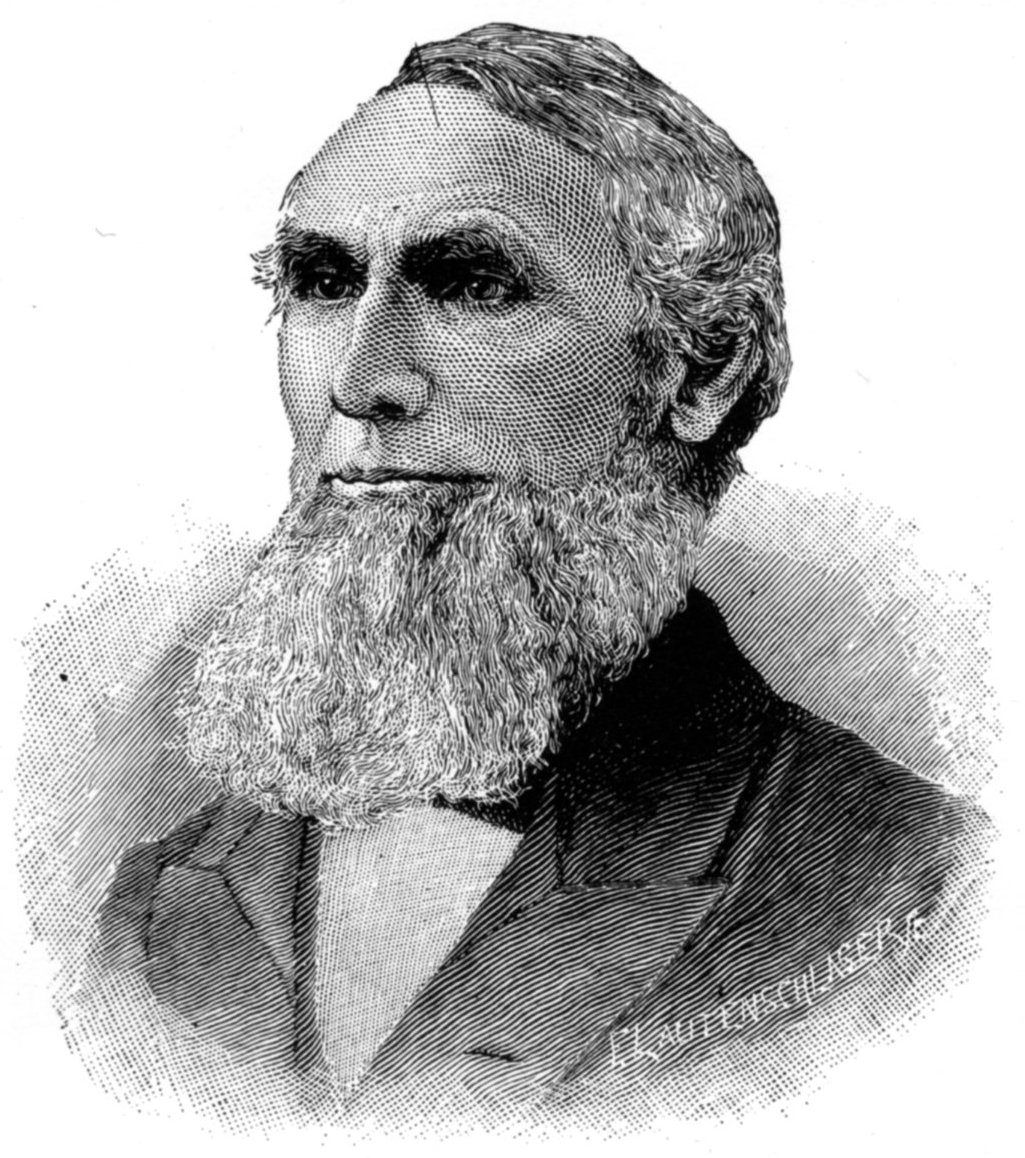
Aaron Lufkin Dennison

Aaron Lufkin Dennison (* 6. März 1812 in Freeport, Maine, USA; † 9. Januar 1895 in Birmingham, England) war amerikanischer Uhrmacher und gilt als „Vater der amerikanischen Uhrmacherei“.

## Leben
Aaron Dennison war der Sohn des Schuhmachers und Musiklehrers Andrew Dennison.
Nach dreijähriger Ausbildung bei James Cary ging Dennison im Jahre 1833 als Uhrmacher nach Boston. Dort folgte er dem Rat von Tubal Hone, einem Gefährten aus der amerikanischen Uhrenherstellung, und entdeckte Ungenauigkeiten in der Fertigung und Konstruktion von sogar den besten handgemachten Uhren.
Er besuchte häufig die Waffenkammer von Springfield und sagte voraus, dass die Herstellung von Uhren bald das gleiche Präzisionslevel wie die Herstellung von Waffen haben würde.
1839 zog Dennison nach New York City und verbrachte dort mehrere Monate bei Schweizer Uhrmachern. Zurück nach Boston eröffnete er ein Uhrmachergeschäft. In dieser Zeit, um das Jahr 1840, erfand er das Dennison Combined Gauge, ein Instrument zum Vermessen von Uhrenfedern.

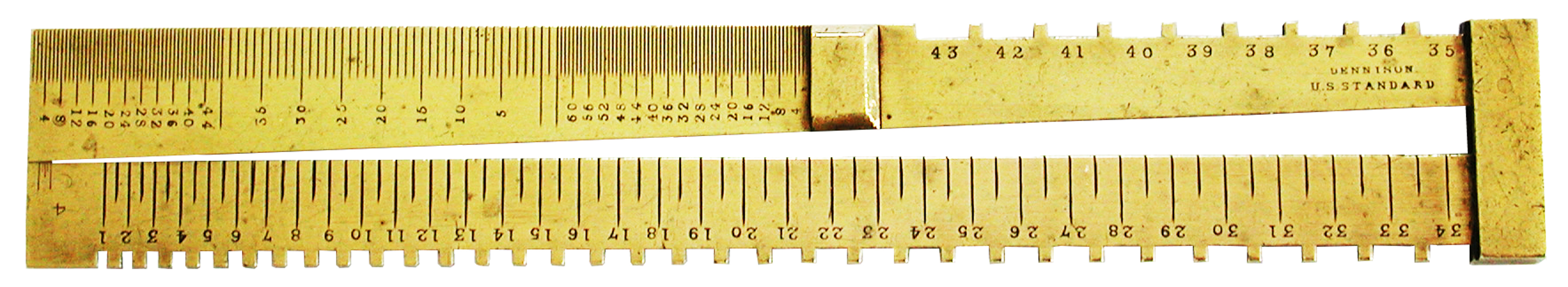
Dennisons Combined Gauge

Um 1845 führte er als erster das „Interchangeable System“ (austauschbares System oder auch the American System of Watch Manufacturing) ein: Nicht mehr jede Uhr wurde einzeln gefertigt, Dennison setzte jetzt die Uhren aus vorgefertigten genormten Einzelteilen zusammen. Zusammen mit Edward Howard von Howard & Davis und finanziell unterstützt durch dessen Schwiegervater, dem Spiegelhersteller Samuel Curtis, begann Dennison ab 1850, günstige Uhren von hoher Qualität herzustellen. Im Jahre 1854 wurde eine neue Fabrik am Charles River in Waltham, Massachusetts gebaut. Die Firma wurde die bekannte Waltham Watch Company.
In seinen letzten Lebensjahren zog Dennison nach Europa, wo er seine Karriere in der Schweiz und in England fortsetzte.
Aaron Lufkin Dennison war verheiratet mit Charlotte Ware Foster (1811–1901) und hatte mit ihr fünf Kinder.